# Nombre de Kirpitcheff
Ne doit pas être confondu avec Nombre de Kirpichev.
Le nombre de Kirpitcheff {\displaystyle (Kir)} est un nombre sans dimension utilisé en mécanique des fluides pour caractériser le flux d'un fluide autour d'un corps immergé.
Ce nombre porte le nom de Viktor Lvovitch Kirpitchev, ingénieur russe.
On le définit de la manière suivante :
{\displaystyle Kir={\frac {\rho F_{r}}{\mu ^{2}}}}
avec :
- ρ - masse volumique du fluide
- Fr - force de résistance due à l'obstacle
- μ - viscosité dynamique